# Lara Kodl Kellnerová
Lara Kodl Kellnerová (* 7. března 2000 Praha) je česká podnikatelka.

## Rodina a soukromý život
Lara Kodl Kellnerová je dcerou českého podnikatele Petra Kellnera, zakladatele a majoritního akcionáře mezinárodní investiční společnosti PPF, a jeho druhé manželky Renáty Kellnerové. Má dvě sestry: starší Annu Kellnerovou (* 1996) a mladší Marii Isabellu Kellnerovou (* 2006), a polorodého bratra Petra Kellnera ml. (* 1991) z otcova předchozího vztahu.
Zabývá se výtvarným uměním a finančnictvím. Žije a pracuje v Praze a také napůl v Londýně, kde se věnuje praxi ve sféře finančnictví v místní pobočce jedné z nejznámějších celosvětových finančních společností. Jejím manželem je galerista Jakub Kodl (pokračovatel známé sběratelské a mecenášské rodiny Kodlů, syn majitele známé Galerie Kodl a pořadatele aukční síně Martina Kodla, a pravnuk Jiřího Kodla). Se svým manželem spoluvlastní novou galerii Kodl Contemporary.

## Podnikatelské aktivity
Lara Kodl Kellnerová je součástí rodinného holdingu Amalar, který spravuje společný majetek rodiny Kellnerových, primárně skupinu PPF. Je tedy jednou z akcionářek největší tuzemské investiční skupiny, které v Česku patří mj. TV Nova (CME), telekomunikační firmy O2 a CETIN, banky Air Bank a PPF Banka, provozovatel mýtného systému Czech Toll nebo strojírenská společnost Škoda Group. Zároveň je členkou dozorčí rady rodinné nadace, která se více než dvě desítky let zabývá podporou vzdělávání v České republice.
K zapojení svých dcer do rodinného byznysu se vyjádřila i jejich matka Renáta Kellnerová. „Až budou (dcery) připraveny, předám jim s čistým svědomím hlavní odpovědnost,“ řekla v rozhovoru pro agenturu Bloomberg, jehož část citovaly Hospodářské noviny. „O budoucnost se nebojím, protože na řízení našich společností se již nyní do určité míry podílejí.“